# M-607
La M-607 es una carretera española, de titularidad autonómica, de 49,4 km de longitud, que une Madrid con el pueblo de Navacerrada. Es autovía entre Madrid y Colmenar Viejo y posteriormente continúa como carretera convencional hasta el enlace con la subida al puerto de Navacerrada. Es popularmente conocida como carretera de Colmenar Viejo. Actualmente supone una importante vía de comunicación, debido principalmente al crecimiento de las poblaciones circundantes y la creación de grandes zonas empresariales.
Empieza en la M-30 a la altura del Hospital Ramón y Cajal, pero desde el centro de la capital de Madrid hasta el final de la autovía mide 32 km aproximadamente, una distancia que se recorta unos kilómetros desde la plaza de Castilla, donde están situadas las Torres Kio, consta como el proyecto original de la "autovía de Colmenar Viejo" en los años 60 del siglo XX.
Esta autovía pasa por Tres Cantos en su camino, y queda muy cerca de Alcobendas y San Sebastián de los Reyes, que están comunicadas con esta autovía a través de la carretera M-616.

## Trayecto final de la autovía M-607
Al final de la autovía parten dos carreteras comarcales:

### La M-607, acaba en la localidad deNavacerraday desde allí parten otras dos carreteras
- M-601
  - Sentido sur: Alpedrete, Collado Villalba.
  - Sentido norte: puerto de Navacerrada, La Granja de San Ildefonso, Segovia.
- M-614
  - Comunica Cercedilla, Los Molinos y Guadarrama con el puerto de los Leones, AP-6 o A-6 y con Navacerrada (pueblo). Pasado el inicio de la M-614, comienza otra carretera, la M-622, que hace casi el mismo recorrido que la M-614, pero atravesando Cercedilla.

### M-609, que acaba enSoto del Real, de allí parten dos carreteras
- M-608
  - Sentido sudoeste: Manzanares el Real, Cerceda, Moralzarzal y Collado Villalba.
  - Sentido nordeste: Guadalix de la Sierra, Venturada y A-1.
- Carretera a Miraflores de la Sierra.
  - Parte desde Soto del Real hasta Miraflores de la Sierra, desde donde se va al puerto de la Morcuera y a Bustarviejo.

## Tráfico
La M-607 es una de las carreteras que más tráfico registra de las gestionadas por la Comunidad de Madrid, alcanzando en 2016 un tránsito diario de 100 790 vehículos al día en el tramo entre El Goloso y Tres Cantos.
El detalle de la Intensidad Media Diaria del año 2016, según el "Estudio de Gestión del Tráfico en las carreteras de la Comunidad de Madrid" publicado por la Comunidad de Madrid, es el siguiente:
| KM     | Intensidad media diaria | % Vehículos pesados | Ubicación del P.K. de medición                    |
| ------ | ----------------------- | ------------------- | ------------------------------------------------- |
| 18,160 | 100.790                 | 5,14                | Entre El Goloso y Tres Cantos                     |
| 25,350 | 55.022                  | 5,05                | Entre Tres Cantos e intersección M-618 (Colmenar) |
| 34,750 | 30.284                  | 6,04                | Entre M-625 y M-609 (Colmenar)                    |
| 37,500 | 14.392                  | 3,22                | Entre Colmenar y Cerceda                          |
| 50,410 | 13.104                  | 4,51                | Entre Cerceda e intersección M-614                |
| 57,300 | 4.822                   | 4,18                | Entre M-617 y M-601                               |

## Tramos
| Denominación | Tramo | km          | Año servicio |
| ------------ | --- | ----------- | --- |
| M-607        | Nudo La Paz M-30 - Fuencarral (Madrid) M-603 Tramo original: Nudo La Paz M-30 - Fuencarral (Madrid) M-603 Tramo ampliado: Nudo La Paz M-30 - Fuencarral (Madrid) M-603 Remodelación Nudo y ampliación carril (sentido Sur): Nudo La Paz M-30 - Enlace Puente de Tres Olivos | 3,6 2,2     | 2 carriles por sentido (provisional): 1966 2 carriles por sentido (completo): 1968 3 carriles por sentido: 2006                   |
| M-607        | Fuencarral (Madrid) M-603 - Colmenar Viejo Norte M-609 Tramo original: Fuencarral (Madrid) M-603 - Colmenar Viejo Norte M-609 Tramo: Fuencarral (Madrid) M-603 - Tres Cantos Norte Tramo: Tres Cantos Norte - Colmenar Viejo Sur                                            | 23,1 12 7,3 | 2 carriles por sentido: 1974 3 carriles por sentido: 2001 3 carriles por sentido: Inicio de obras (conclusión prevista para 2027) |